# Puchero

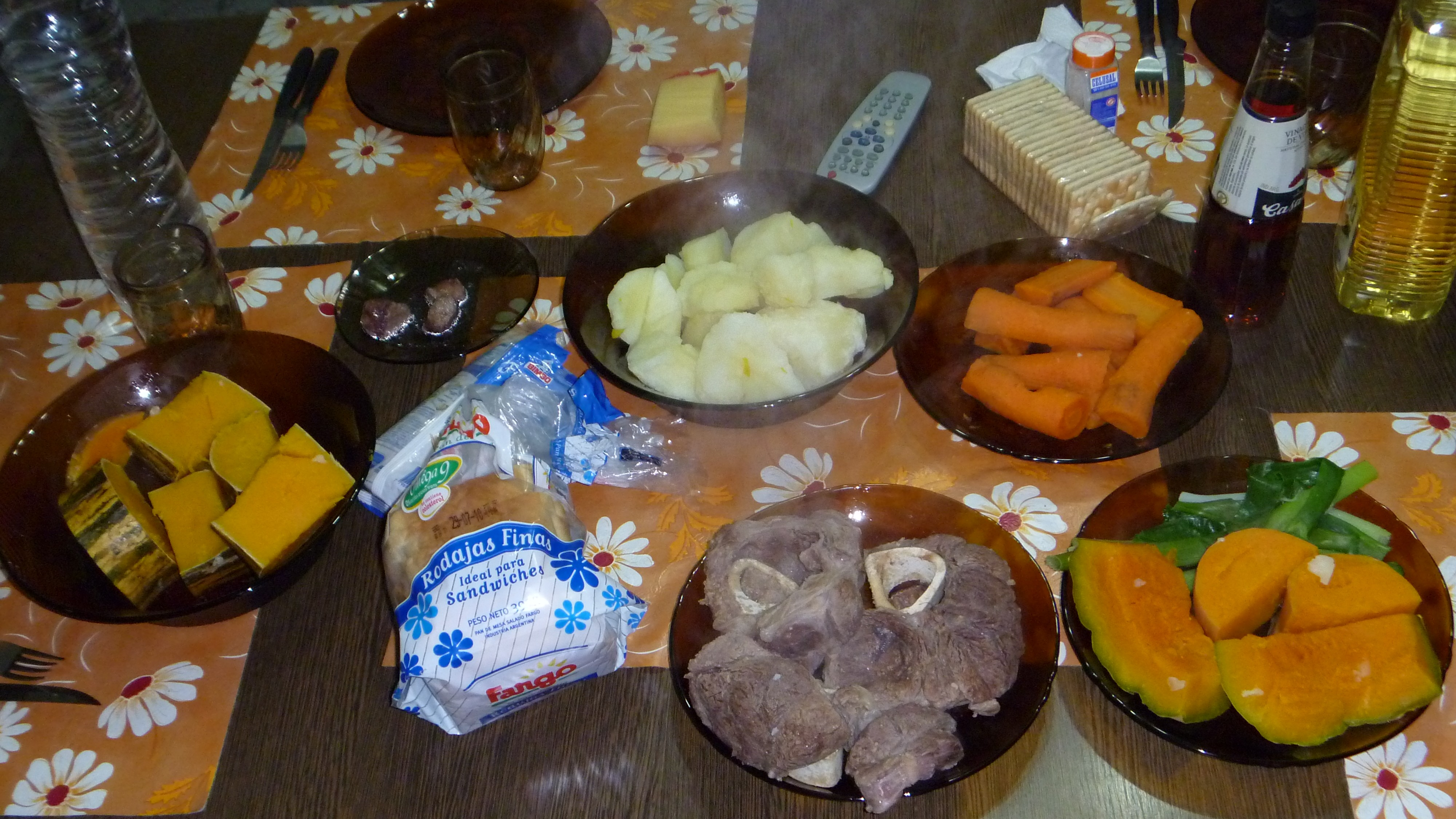
Argentyńskie puchero

Puchero – potrawa ciesząca się największą popularnością w kuchni hiszpańskiej oraz krajach Ameryki Południowej. Puchero przyrządza się z kawałków mięsa różnego rodzaju oraz warzyw, np. grochu, papryki, kapusty, kukurydzy itd. Odpowiednikiem puchero może być bigos bądź leczo.